# Šášovský hrad
Šášovský hrad (hrad Šášov) je rozlehlá zřícenina hradu na strmém levobřežním bradle přímo nad tokem Hronu v nadmořské výšce 340 metrů přímo nad vesnicí Šášovské Podhradie (dnes městská část Žiaru nad Hronom).

## Dějiny
Královský hrad se připomíná v roce 1253 jako majetek bratrů de Vancha, z nichž Štěpán byl ostřihomským arcibiskupem. Spolu s hradem Revište, situovaným jižněji na druhém břehu Hronu, chránil průchod a cestu do hornické oblasti, především do Banské Štiavnice a asi i proto ho získal v roce 1320 štiavnický komorský hrabě. Hrad se stal střediskem panství Šášov. V době gotiky a renesance často měnil majitele. Král Zikmund ho daroval v roce 1424 královně Barboře, v roce 1447 ho vlastnil Jan Jiskra. Královna Beatrix, manželka krále Matyáše Korvína, ho v roce 1490 darovala Dóciům, kteří ho vlastnili do vymření rodu v roce 1647. V roce 1650 získal hradní panství koupí Gašpar Lipai. Za tököliovského povstání v roce 1677 se povstalci zmocnili hradu a vyplenili ho. Od té doby byl ve správě eráru, a protože už ztratil svou obrannou funkci, od 18. století pustl.

## Popis

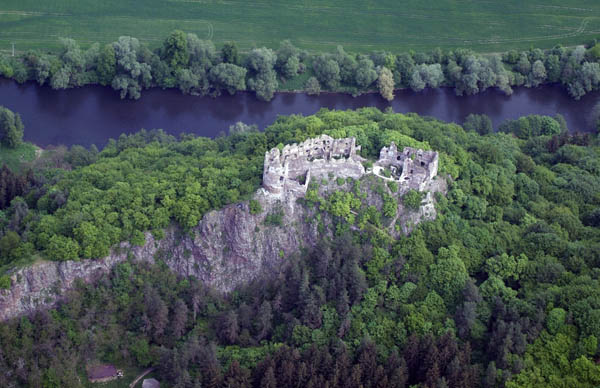

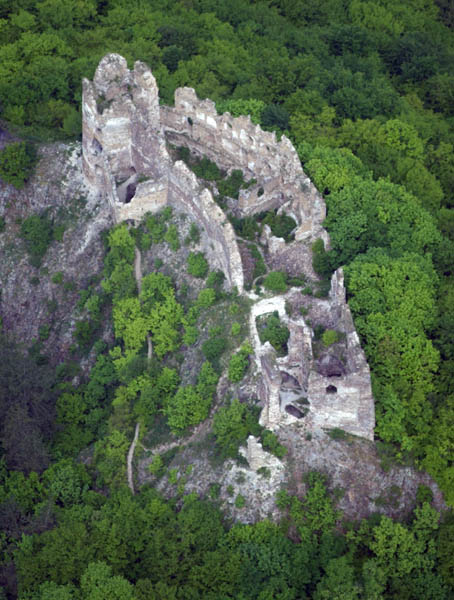

Nejvýše položený gotický palác, který tvoří základ horního hradu, často přestavovali. Na dlouhém úzkém vnitřním dvoře byly rozmístěny obytné budovy a na konci terasy na nejvyšším místě byl palác opatřen později trojhrannou věží. Horní hrad se svažoval směrem od paláce k nádvoří, které uzavírala velká kulatá bašta, chránící vstup do horního hradu. Před ní ležící opevněné nádvoří lemovaly obytné budovy na konci s kulatou strážní věží. Hrad byl dobře opevněn i v renesanci.

## Současný stav
Hradní ruiny se i dnes soustřeďují kolem středního protáhlého vnitřního hradu zakončeného kruhovou baštou. Před ní je přístupová cesta do hradu, která zde vedla přes opevněné předhradí s malou baštou. Ta však v terénu už prakticky není vidět. V místě šíjového předělu hradu od masivu vrchu jsou stopy po stavbách a na hřebeni jsou zbytky malé pevnůstky. Hrad je plný architektonických detailů a rozpadá se.

## Přístup
ŽSR Šášovské Podhradie 2 km, SAD. Ze Šášovského Podhradí vede na hrad zeleně značená turistická cesta (asi 15 min.). Parkovat je možné přímo pod hradní skálou, nebo u potoka.

## Okolí
Okolní památky: Žakýlsky hrad, hrad Revište, Pustý hrad, Zvolen.
Z hradu po zalesněném hřebeni na ostrý kopec Suť 718 m - 1 h; z něj strmě dolů do Močiarskej doliny. Značka dále pokračuje lesy Štiavnických vrchů přes Henclová a Demjan 678 m do Hronské Breznice. Ze Šášovského Podhradí směrem na Jasanový vrch 829 m a dále přes sedlo na hrad Žakýl .

## Zajímavosti
Šášovské Podhradie, od roku 1971 místní část Žiar nad Hronom leží 2 km na JV od centra města. Původně samostatná obec na severních svazích Štiavnických vrchů. Vznikla v 13. století pod Šášovským hradem, poprvé se vzpomíná v roce 1388 jako majetek hradu, a její dějiny souvisí i nadále s dějinami hradu, ke kterému patřila. První slovenský název Podhragy je z roku 1517.